# Olympische Jugend-Sommerspiele 2010/Rhythmische Sportgymnastik
| Rhythmische Sportgymnastik bei den I. Olympischen Jugend-Sommerspielen | Rhythmische Sportgymnastik bei den I. Olympischen Jugend-Sommerspielen |
| Olympische Ringe · Rhythmische Sportgymnastik                          | Olympische Ringe · Rhythmische Sportgymnastik                          |
| Informationen                                                          | Informationen                                                          |
| ---------------------------------------------------------------------- | ---------------------------------------------------------------------- |
| Teilnehmer:                                                            | 42 Athleten                                                            |
| Datum:                                                                 | 24. August–25. August                                                  |
| Austragungsort:                                                        | Bishan Sports Hall                                                     |
| Wettkampfort:                                                          | Singapur                                                               |
| Entscheidungen:                                                        | 2                                                                      |
|                                                                        | Nanjing 2014 →                                                         |
| Olympische Ringe                                                       | Rhythmische Sportgymnastik                                             |

| Olympische Jugend-Sommerspiele 2010 (Medaillenspiegel Rhythmische Sportgymnastik) | Olympische Jugend-Sommerspiele 2010 (Medaillenspiegel Rhythmische Sportgymnastik) | Olympische Jugend-Sommerspiele 2010 (Medaillenspiegel Rhythmische Sportgymnastik) | Olympische Jugend-Sommerspiele 2010 (Medaillenspiegel Rhythmische Sportgymnastik) | Olympische Jugend-Sommerspiele 2010 (Medaillenspiegel Rhythmische Sportgymnastik) | Olympische Jugend-Sommerspiele 2010 (Medaillenspiegel Rhythmische Sportgymnastik) |
| Platz                                                                             | Mannschaft                                                                        | Goldmedaillen                                                                     | Silbermedaillen                                                                   | Bronzemedaillen                                                                   | Gesamt                                                                            |
| --------------------------------------------------------------------------------- | --------------------------------------------------------------------------------- | --------------------------------------------------------------------------------- | --------------------------------------------------------------------------------- | --------------------------------------------------------------------------------- | --------------------------------------------------------------------------------- |
| 01                                                                                | Russland                                                                          | 2                                                                                 | —                                                                                 | —                                                                                 | 2                                                                                 |
| 02                                                                                | Ägypten                                                                           | —                                                                                 | 1                                                                                 | —                                                                                 | 1                                                                                 |
| 0                                                                                 | Belarus                                                                           | —                                                                                 | 1                                                                                 | —                                                                                 | 1                                                                                 |
| 04                                                                                | Deutschland                                                                       | —                                                                                 | —                                                                                 | 1                                                                                 | 1                                                                                 |
| 0                                                                                 | Kanada                                                                            | —                                                                                 | —                                                                                 | 1                                                                                 | 1                                                                                 |

Bei den Olympischen Jugend-Sommerspielen 2010 in Singapur wurden am 24. (Qualifikation) und 25. August 2010 (Finals) zwei Wettbewerbe in der Rhythmischen Sportgymnastik ausgetragen. Die Wettkämpfe fanden in der Bishan Sports Hall statt.

## Mädchen

### Einzel
| Platz | Land | Athlet                   | Punkte  |
| ----- | ---- | ------------------------ | ------- |
| 1     | RUS  | Alexandra Merkulowa      | 103,500 |
| 2     | BLR  | Aryna Scharapa           | 100,400 |
| 3     | GER  | Jana Berezko-Marggrander | 98,875  |
| 4     | MAS  | Lee Wan Nin              | 98,200  |
| 5     | BUL  | Anastassija Kisse        | 96,375  |
| 6     | ISR  | Victoria Filanovsky      | 92,850  |

### Gruppe
| Platz | Land | Athlet                                                              | Punkte |
| ----- | ---- | ------------------------------------------------------------------- | ------ |
| 1     | RUS  | Xenija Dudkina, Olga Iljina, Karolina Sewastjanowa, Alina Makarenko | 52,350 |
| 2     | EGY  | Aicha Niazi, Manar Elgarf, Jacinthe Eldeeb, Farida Eid              | 45,275 |
| 3     | CAN  | Katrina Cameron, Melodie Omidi, Anjelika Reznik, Victoria Reznik    | 43,425 |
| 4     | JPN  | Midori Kahata, Momoka Nagai, Sara Ogiso, Shiho Suzuki               | 42,475 |